# Pepe Fernández
Cirilo (Pepe) Fernández (Montevideo, 14 juli 1943) is een Uruguayaans voormalig voetballer die als aanvaller speelde. Hij stond in Nederland onder contract bij PEC Zwolle, Go Ahead Eagles en HFC Haarlem en maakte vooral naam in de Verenigde Staten.

## Carrièrestatistieken
| Seizoen         | Club              | Land             | Competitie             | Competitie | Competitie | Beker | Beker | Internationaal | Internationaal | Overig | Overig | Totaal | Totaal |
| Seizoen         | Club              | Land             | Competitie             | Wed.       | Dlp.       | Wed.  | Dlp.  | Wed.           | Dlp.           | Wed.   | Dlp.   | Wed.   | Dlp.   |
| --------------- | ----------------- | ---------------- | ---------------------- | ---------- | ---------- | ----- | ----- | -------------- | -------------- | ------ | ------ | ------ | ------ |
| 1964            | Club 9 de Octubre | Ecuador          | Campeonato Ecuatoriano | –          | –          | –     | –     | –              | –              | –      | –      | –      | –      |
| 1965            | Club 9 de Octubre | Ecuador          | Campeonato Ecuatoriano | –          | –          | –     | –     | –              | –              | –      | –      | –      | –      |
| 1966            | Club 9 de Octubre | Ecuador          | Campeonato Ecuatoriano | –          | –          | –     | –     | –              | –              | –      | –      | –      | –      |
| 1966            | Club Sport Emelec | Ecuador          | Campeonato Ecuatoriano | –          | –          | –     | –     | –              | –              | –      | –      | –      | –      |
| 1967            | Club Sport Emelec | Ecuador          | Campeonato Ecuatoriano | –          | –          | –     | –     | –              | –              | –      | –      | –      | –      |
| 1967            | Los Angeles Toros | Verenigde Staten | NPSL                   | 15         | 4          | –     | –     | –              | –              | –      | –      | 15     | 4      |
| 1968            | San Diego Toros   | Verenigde Staten | NPSL                   | 29         | 29         | –     | –     | –              | –              | –      | –      | 29     | 29     |
| 1969/70         | Kansas City Spurs | Verenigde Staten | NPSL                   | 16         | 6          | –     | –     | –              | –              | –      | –      | 16     | 6      |
| 1969/70         | PEC Zwolle        | Nederland        | Tweede divisie         | 0          | 0          | 0     | 0     | –              | –              | –      | –      | 0      | 0      |
| 1969/70         | → Go Ahead Eagles | Nederland        | Eredivisie             | 14         | 4          | –     | 0     | –              | 0              | –      | –      | 14     | 4      |
| 1970/71         | PEC Zwolle        | Nederland        | Tweede divisie         | –          | 18         | 1     | 0     | –              | –              | –      | –      | -      | 18     |
| 1971/72         | PEC Zwolle        | Nederland        | Eerste divisie         | –          | 3          | 1     | 0     | –              | –              | –      | –      | –      | 3      |
| 1972/73         | HFC Haarlem       | Nederland        | Eredivisie             | –          | 3          | 1     | 0     | –              | –              | –      | –      | –      | 3      |
| 1973/74         | HFC Haarlem       | Nederland        | Eredivisie             | –          | 1          | –     | 0     | –              | –              | –      | –      | 1      | –      |
| 1973/74         | Seattle Sounders  | Verenigde Staten | NASL                   | 3          | 1          | –     | –     | –              | –              | –      | –      | 3      | 1      |
| 1975            | Seattle Sounders  | Verenigde Staten | NASL                   | 12         | 1          | –     | –     | –              | –              | –      | –      | 12     | 1      |
| 1976            | Seattle Sounders  | Verenigde Staten | NASL                   | 2          | 0          | –     | –     | –              | –              | –      | –      | 2      | 0      |
| 1976            | Tacoma Tides      | Verenigde Staten | NASL                   | 12         | 7          | –     | –     | –              | –              | –      | –      | 12     | 7      |
| 1977/78         | HFC Haarlem       | Verenigde Staten | Eredivisie             | –          | 0          | –     | 0     | –              | –              | –      | –      | –      | 0      |
| 1977/78         | Seattle Sounders  | Verenigde Staten | NASL                   | –          | –          | –     | –     | –              | –              | –      | –      | 1      | 1      |
| 1979            | Seattle Sounders  | Verenigde Staten | NASL                   | –          | –          | –     | –     | –              | –              | –      | –      | 0      | 0      |
| 1980            | Seattle Sounders  | Verenigde Staten | NASL                   | –          | –          | –     | –     | –              | –              | –      | –      | 1      | 1      |
| 1981/82         | Seattle Sounders  | Verenigde Staten | NASL                   | 11         | 2          | –     | –     | –              | –              | –      | –      | 0      | 0      |
| Carrière totaal | Carrière totaal   | Carrière totaal  | Carrière totaal        | 114        | 79         | 3     | 0     | 0              | 0              | 0      | 0      | 117    | 79     |